# Rower transportowy

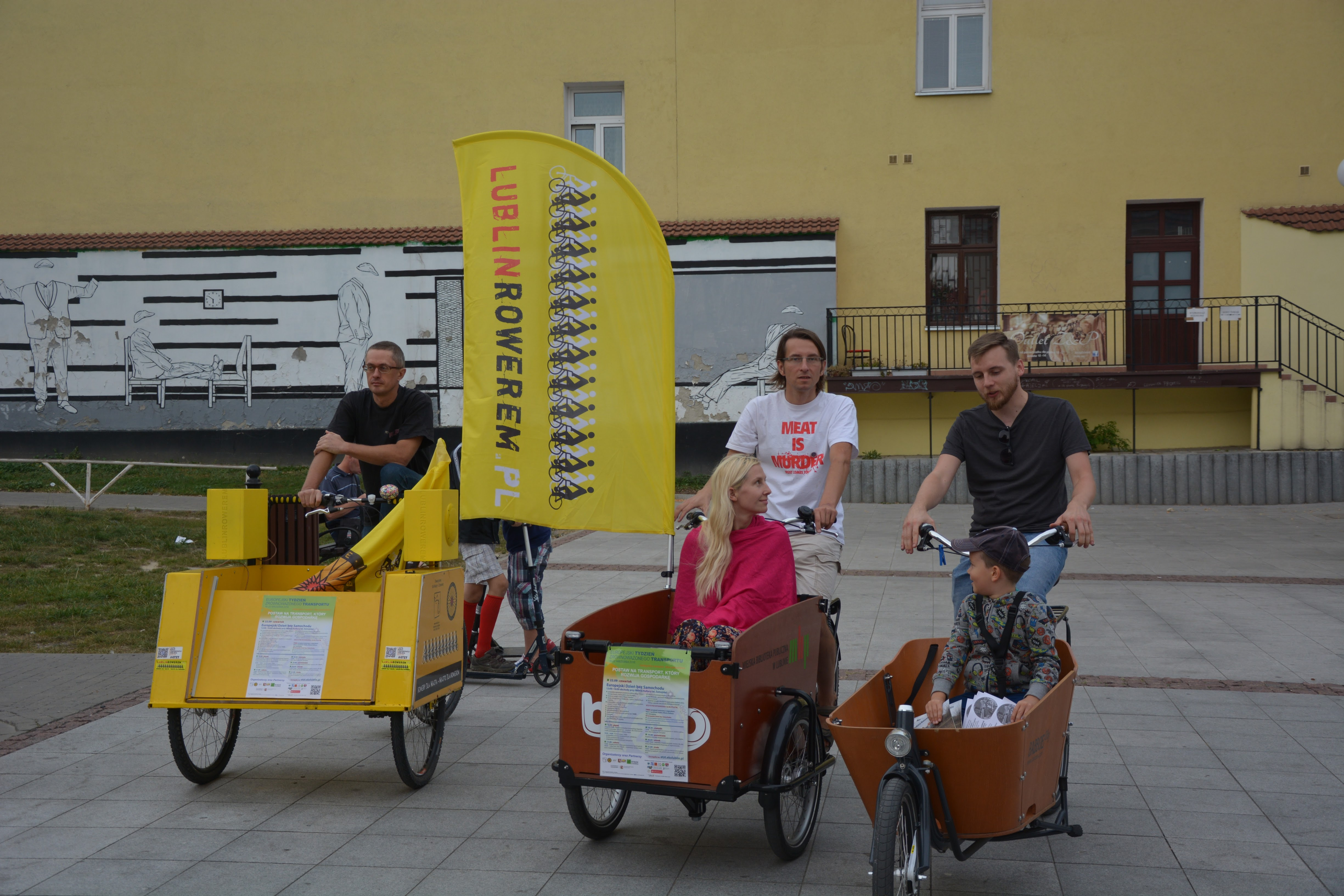
Porównanie rowerów transportowych i rikszy

Rower towarowy, rower transportowy, rower cargo, bakfiets – rodzaj roweru o szerokości nie przekraczającej 90 cm, zbudowany lub przystosowany do przewozu towarów lub osób. Rowery towarowe są współcześnie popularnym środkiem transportu w krajach takich jak Dania, Holandia czy Niemcy.
Roweru towarowego nie należy mylić z rikszą, która po pierwsze służy wyłącznie do przewozu osób, a po drugie jej szerokość zwykle przekracza 90 cm (zgodnie z polskim prawem jest to wtedy wózek rowerowy, któremu nie wolno korzystać z infrastruktury przeznaczonej dla rowerzystów).

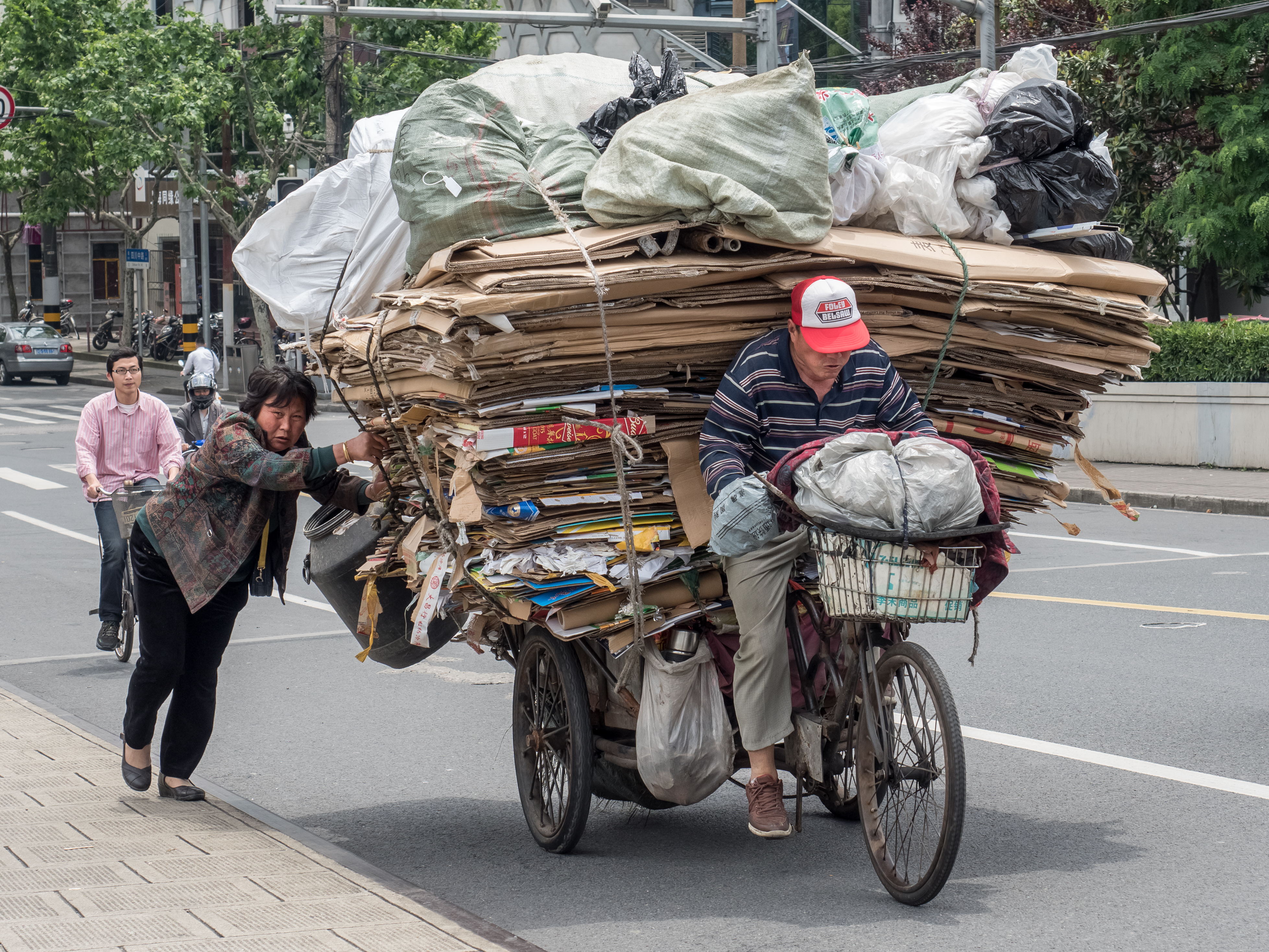
Transport surowców wtórnych na rowerze towarowym w Szanghaju, w Chinach.

## Rodzaje rowerów towarowych

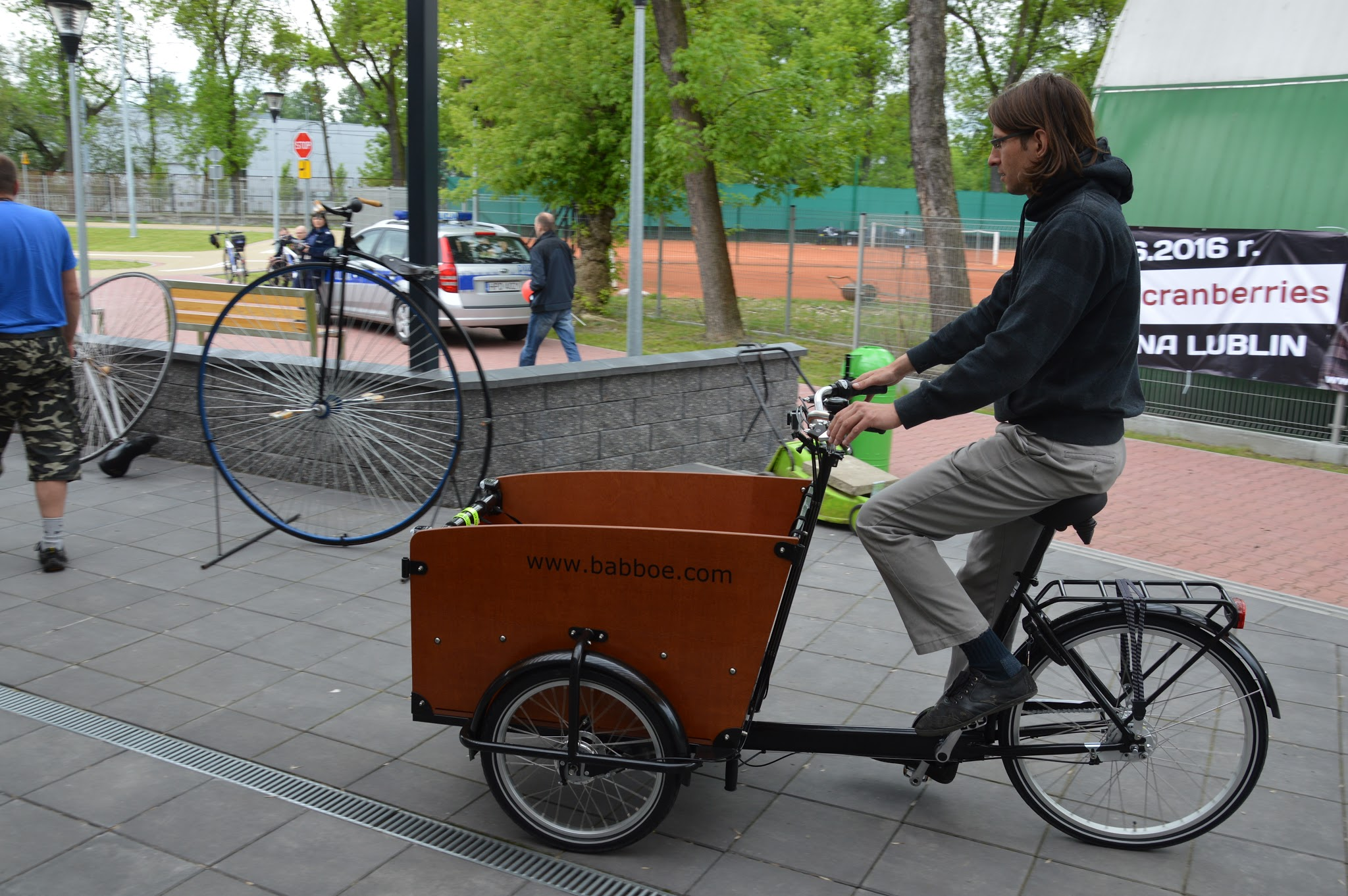
Rower transportowy trzykołowy (trike)

Istnieje wiele konstrukcji rowerów towarowych, jednak te najczęściej spotykane dzielą się na trzy podstawowe grupy:

### Trójkołowiec (trike)
Rower o trzech kołach ze skrętną skrzynią lub platformą ładowną z przodu. Wymiary standardowych trójkołowców to około: 90 cm szerokości, 220 cm długości. Są to rowery o największej ładowności: od 100 do 200 kg.

### Long-john

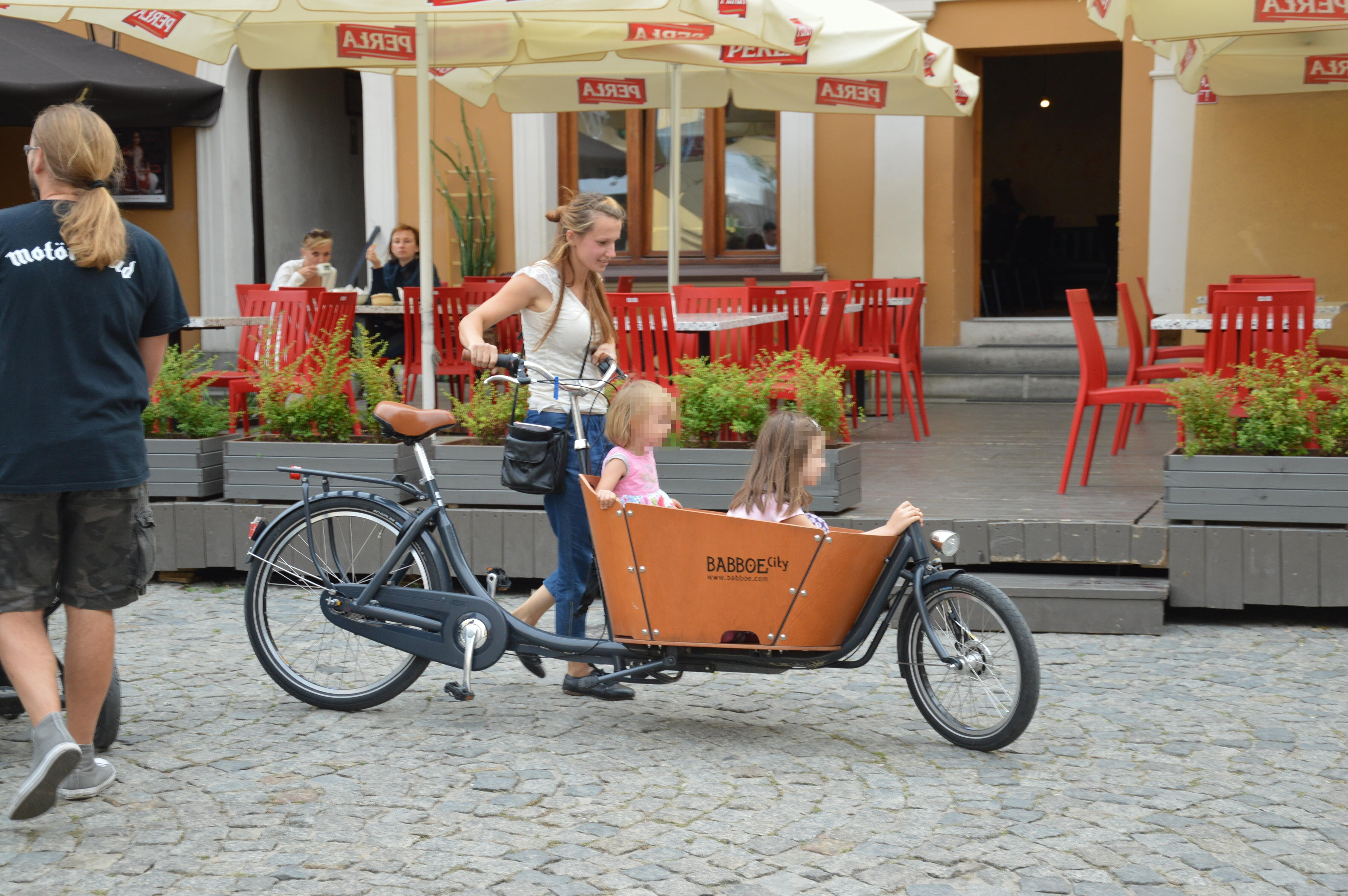
Rower typu Long-john wraz ze skrzynią do przewozu dzieci i towarów

Rower dwukołowy z wysuniętym do przodu skrętnym kołem i platformą lub skrzynią między kierownicą a przednim kołem. Wymiary standardowych long-johnów to około: 60–90 cm szerokości, 220–250 cm długości. Są to rowery o zwykle mniejszej ładowności niż trójkołowce (ok. 100 kg), ale są szybsze i bardziej zwrotne, przez co znajdują częste zastosowanie w firmach kurierskich.

### Long-tail
Rower dwukołowy o standardowej konstrukcji z przedłużoną ramą z tyłu umożliwiającą przewożenie wyjątkowo dużych sakw lub pakunków. Konstrukcja opracowana i popularna w Stanach Zjednoczonych.

## Zastosowania

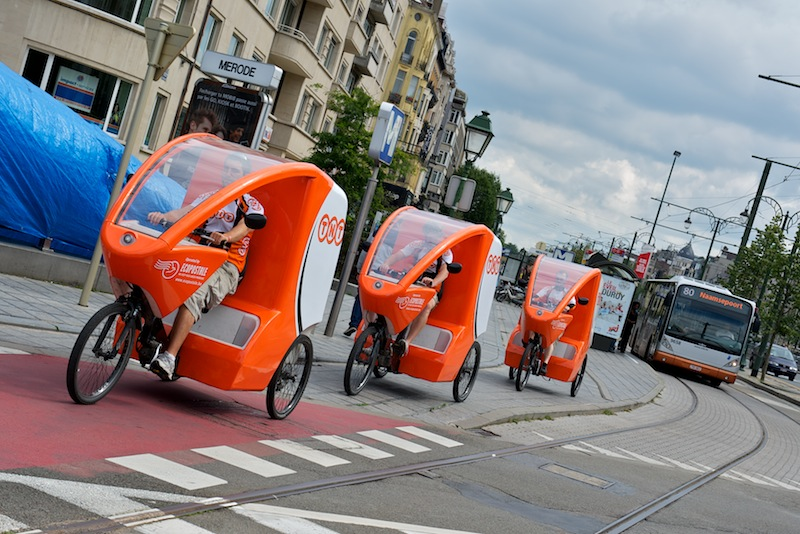
Pojazdy velomobile firmy kurierskiej TNT

Rowery towarowe są promowane jako ekologiczna i tania alternatywa dla samochodu w mieście. Ich eksploatacja jest tańsza niż pojazdów silnikowych. Korzystając z infrastruktury rowerowej, można ominąć korki oraz nie wymagają one dedykowanych miejsc do parkowania. Są one często szybsze i efektywniejsze w transporcie towarów i osób na odległość do kilku kilometrów – tzw. last mile delivery.
Rowery towarowe są najczęściej wykorzystywane przez:
- Rodziny i osoby indywidualne. Jest to najpowszechniejsze zastosowanie. Rowery służą do transportu zakupów, towarów, mebli, dzieci i innych osób;
- Firmy kurierskie i transportowe. Wiele zachodnich firm kurierskich i urzędów pocztowych ma w swojej flocie rowery towarowe;
- Gastronomię i handel. Istnieją rowery towarowe przystosowane do celów mobilnej gastronomii i handlu;
- Służby miejskie i komunalne. Rowery towarowe są używane także przez służby sprzątające i techniczne w miastach (także w Polsce);
- Zakłady produkcyjne. Rowery służą do transportu materiałów na terenie zakładu produkcyjnego;
- Sklepy IKEA w wybranych krajach udostępniają swoim klientom rowery towarowe do przewozu zakupów.

## Historia

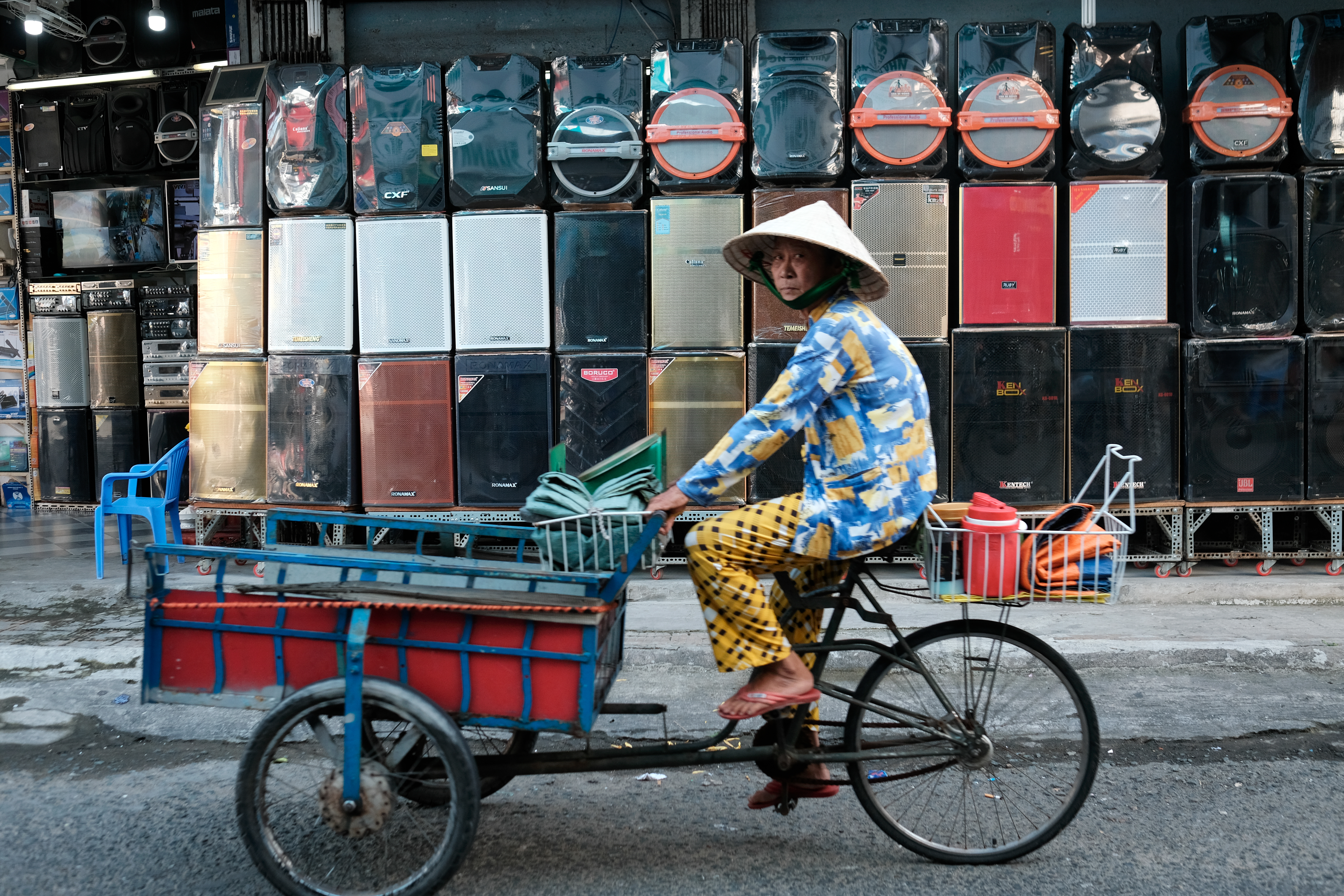
Rower cargo w Wietnamie

Historia rowerów towarowych jest równoległa z historią rowerów w ogóle. Przez lata były one wykorzystywane jako pojazd dostawczy w mieście, także w Polsce (można je często napotkać np. na fotografiach przedwojennej Warszawy). W erze motoryzacji po II wojnie światowej rowery towarowe zostały częściowo zapomniane. Wróciły na drogi mniej więcej w latach 70/80. XX wieku, kiedy po kryzysie naftowym w krajach Europy zachodniej ruch rowerowy zaczął znów nabierać rozpędu. Wtedy też zaczęto znów budować rowery towarowe – początkowo były to tylko garażowe konstrukcje, ale z czasem weszły do seryjnej produkcji.  W dzisiejszej Kopenhadze jeździ ok. 40 000 rowerów towarowych.

## Producenci
Na świecie istnieje kilkudziesięciu dużych producentów rowerów towarowych. Najwięksi z nich to m.in. Christiania Bikes, Babboe Bikes, Nihola, Larry vs. Harry, Butchers and Bicycles, Yuba Bicycles, Douze Cycles, Omnium Cargo, Xtracycles, Cangoo.
Ponadto rowery towarowe są produkowane w setkach indywidualnych warsztatów na zamówienie.
W Polsce ze względu na relatywnie mały rynek zbytu produkcja rowerów towarowych realizowana jest przez wyspecjalizowane pracownie i warsztaty rowerowe: m.in. Artoboros (Wrocław), Flexi Cargo Bike (Warszawa), Stork Cargo Bike (Poznań), Trop – rowery nietypowe (Trójmiasto), WheelooCycles (Łódź), Rekibiker (Warszawa), Manufaktura Rowerowa 3πR (Kraków).
Do Polski importowane są także rowery marki Babboe Bikes (holenderskie) oraz Larry vs Harry i Nihola (duńskie).

## Rowery towarowe w Polsce

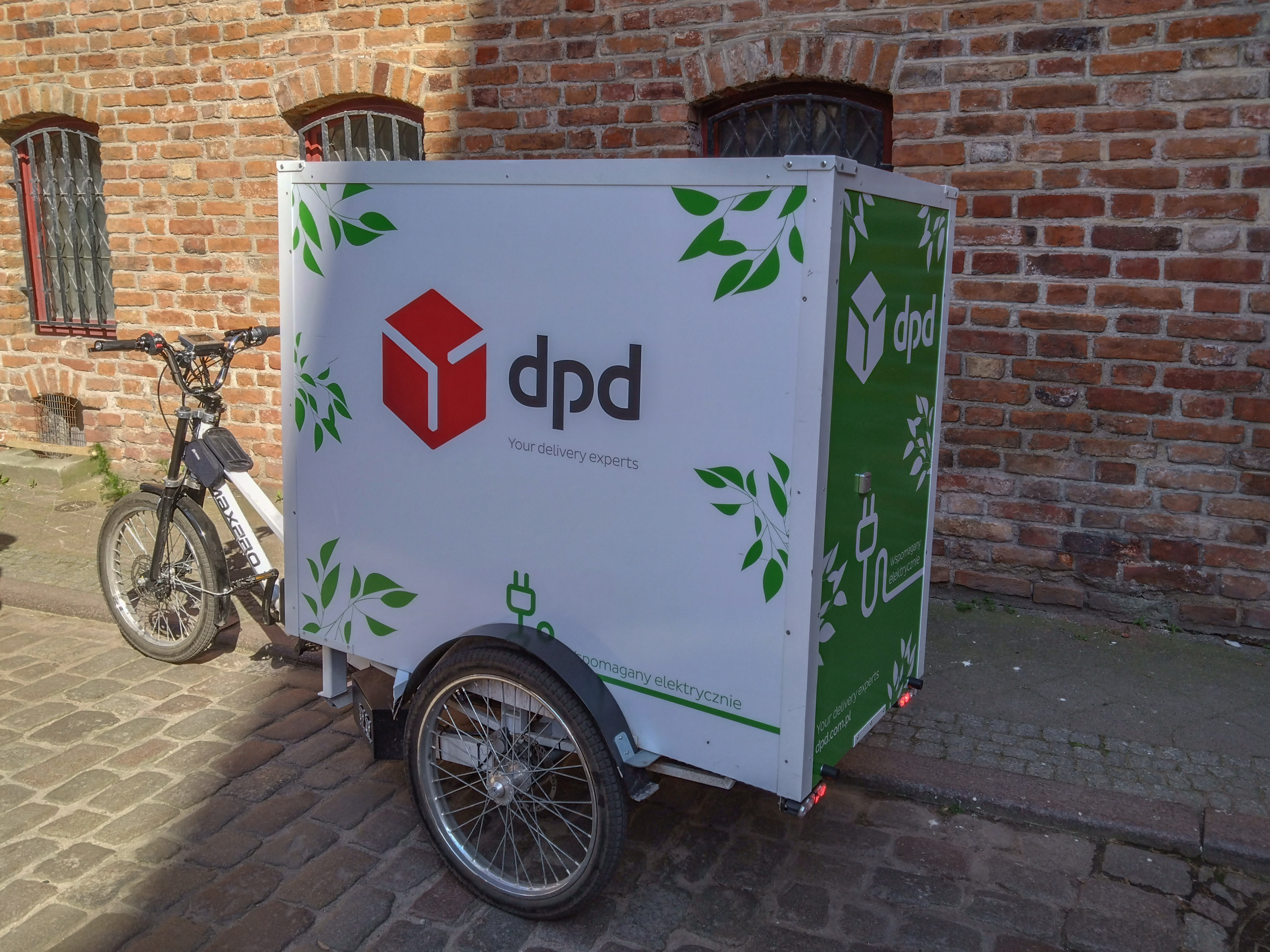
Wspomagany elektrycznie trójkołowy rower cargo przeznaczony do dostaw kurierskich DPD w strefie o ograniczonym ruchu kołowym w Gdańsku

Popularność rowerów towarowych w Polsce wzrosła pod koniec pierwszej dekady XXI wieku wraz z gwałtownym przyrostem popularności ruchu rowerowego w miastach. Nie jest znana dokładna liczba rowerów towarowych w Polsce. Szacunki środowiska użytkowników mówią o liczbie około 100 (2016). Należy wziąć pod uwagę, że czasem z jednego roweru korzysta w Polsce kilka osób lub rodzin, które decydują się na współdzielenie.
Istnieje zintegrowane środowisko użytkowników, które zorganizowało dwa zloty rowerów towarowych: w 2015 roku w Warszawie  oraz w 2016 roku w Krakowie.
Swoją działalność opierają na rowerach towarowych dwie firmy dostawcze w Polsce: Smokowóz – rower towarowy (w Krakowie) oraz Wrocławscy Kurierzy Rowerowi (we Wrocławiu).
Rowery towarowe są także promowane przez niektóre polskie samorządy. Od 2014 roku w Warszawie funkcjonuje system bezpłatnych wypożyczalni rowerów towarowych uruchomiony przez Zarząd Transportu Miejskiego. W Opolu rowery towarowe zostały włączone w system roweru publicznego (podobne plany ma Łódź). Natomiast w Krakowie pojawił się pomysł rezygnacji z dostaw na Stare Miasto samochodami dostawczymi na rzecz elektrycznych rowerów towarowych.

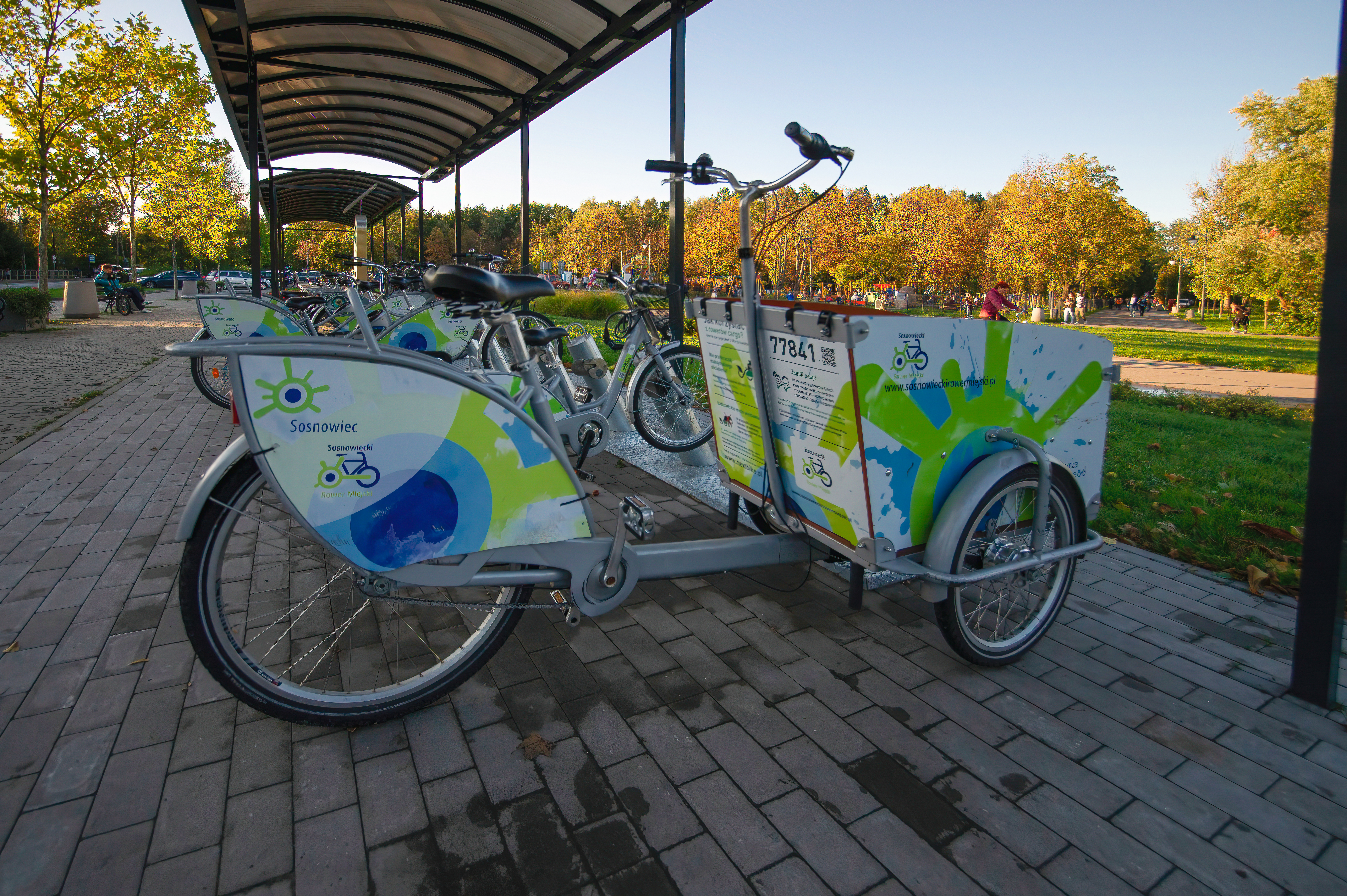
Rower cargo sieci rowerów miejskich

W niektórych miastach (Kraków, Lublin) istnieją społeczne wypożyczalnie rowerów transportowych. W innych organizacje np. NGO chcą takowe utworzyć (Łódź).
W kilku miastach powstały inicjatywy połączenia czytelni / biblioteki z rowerem transportowym tak zwane „lotne czytelnie”.
W wielu miastach (Katowice, Tychy, Sosnowiec), gdzie funkcjonuje publiczny system wypożyczalni rowerów obsługiwany przez Nextbike dostępne są także rowery cargo.

## Przyszłość rowerów towarowych
Rynek rowerów towarowych rozwija się w Europie i Ameryce Północnej ze względu na politykę zwalczania wzrastającego zagęszczenia centrów miast, korki, rosnące koszty transportu samochodowego. Miasta takie jak Hamburg, Berlin czy Londyn zachęcają przedsiębiorców do zakupu rowerów towarowych przez ich dofinansowanie.
Współcześni producenci rowerów transportowych eksperymentują z nowymi konstrukcjami, materiałami czy napędami elektrycznymi, aby zmniejszyć masę roweru, poprawić jego zwrotność i zwiększyć prędkość.